# Dictionnaire des Sciences Naturelles
Dictionnaire des Sciences Naturelles (abreviado Dict. Sci. Nat. (ed. 2)) es un libro ilustrado con descripciones botánicas que fue escrito por el naturalista francés Georges Cuvier. Se publicó en 61 volúmenes en los años 1816-1845 con el nombre de Dictionnaire des Sciences Naturelles, dans lequel on traite méthodiquement des différens êtres de la nature, considérés soit en eux-mêmes, d'après l'état actuel de nos connoissances, soit relativement à l'utilité qu'en peuvent retirer la médecine, l'agriculture, le commerce et les arts. Strasbourg. Edition 2.
Es un libro ilustrado publicado por varios estudiosos franceses como Cuvier, Lamarck y Jussieu acerca de la botánica, la zoología, la mineralogía, etc. y la historia natural. Esta enciclopedia monumental fue publicada en 61 volúmenes entre 1816 y 1845 en París y Estrasburgo. Su título completo es Diccionario de las ciencias naturales en los que metódicamente las direcciones de los diferentes seres de la naturaleza, se considera en sí mismas, de acuerdo con el estado actual de nuestros conocimientos, ya sea con respecto a la utilidad que puede ejercer en la medicina, la agricultura, el comercio y las artes.